# Попречни мишић браде
Попречни мишић браде (лат. musculus transversus menti) је мали, парни, нестални мишић главе. Састоји се од неколико мишићних снопова, који се одвајају од унутрашње ивице мишића обарача усног угла, пружају се попречно испод коже браде и спајају се са влакнима мишића на супротној страни. Неки аутори попречни мишић браде описују посебно, а други га сматрају делом поменутог мишића.
Инервација му потиче од образних грана фацијалног живца, а дејство није у потпуности разјашњено.